# Itaka (Russland)
Itaka (russisch Итака́) ist eine Siedlung städtischen Typs in der Region Transbaikalien in Russland mit 356 Einwohnern (Stand 14. Oktober 2010).

## Geographie
Der Ort liegt gut 400 km Luftlinie nordöstlich der Regionshauptstadt Tschita in der Itaka-Senke (Itakinskaja wpadina) zwischen dem Tungirkamm (Tungirski chrebet) im Nordwesten, dem Chorkowykamm (Chorkowy chrebet) im Süden und Ausläufern des Tscheromnykammes (Tscheromny chrebet) im Osten, die Teile des Mittelgebirgssystems Oljokminski Stanowik sind. Durch die Senke verläuft der Oberlauf der namensgebenden Itaka, eines rechten Zuflusses des Tschorny Urjum im Flusssystem des Amur. Die zwei Ortsteile Glawny Stan und Sredni Stan liegen entsprechend am linken und rechten Ufer des Flusses Itaka.
Itaka gehört zum Rajon Mogotschinski und befindet sich etwa 70 km westnordwestlich von dessen Verwaltungszentrum Mogotscha. Die Siedlung ist Teil der Stadtgemeinde Ksenjewskoje gorodskoje posselenije, deren Verwaltungssitz Ksenjewka etwa 35 km südlich liegt.

## Geschichte
Die Siedlung entstand gegen Ende des 19. Jahrhunderts, nachdem 1871 im Tal der Itaka eine Gold-Seifenlagerstätte entdeckt worden war. Später wurde auch mit dem Abbau eines Gold- und Antimonerzvorkommens begonnen. Seit 1938 besitzt Itaka den Status einer Siedlung städtischen Typs. In den 1990er-Jahren wurde der Bergbau eingestellt; seither wird nur noch Gold in geringem Umfang gewaschen.

### Bevölkerungsentwicklung
| Jahr | Einwohner |
| ---- | --------- |
| 1939 | 772       |
| 1959 | 447       |
| 1970 | 1283      |
| 1979 | 479       |
| 1989 | 655       |
| 2002 | 451       |
| 2010 | 356       |

Anmerkung: Volkszählungsdaten

## Verkehr
Itaka ist über eine unbefestigte Lokalstraße von Ksenjewka erreichbar, wo sich eine Station der Transsibirischen Eisenbahn befindet, und von wo eine Straße zur etwa 30 km südlich von dort vorbeiführenden Fernstraße R297 Amur (bis 2017 auch M58) Tschita – Chabarowsk führt.
An Itaka vorbei verlief bis Anfang der 1990er-Jahre eine oberirdische, von Aksjonowo-Silowskoje kommende Fernsprechleitung, weiter den Fluss Itaka hinauf und den Tungir hinab bis ins etwa 120 km entfernte Tupik. Der Telefontrasse folgte ein unbefestigter Fahrweg.